# Théorie jaïne des couleurs de l'âme et de la réincarnation
 (novembre 2006).

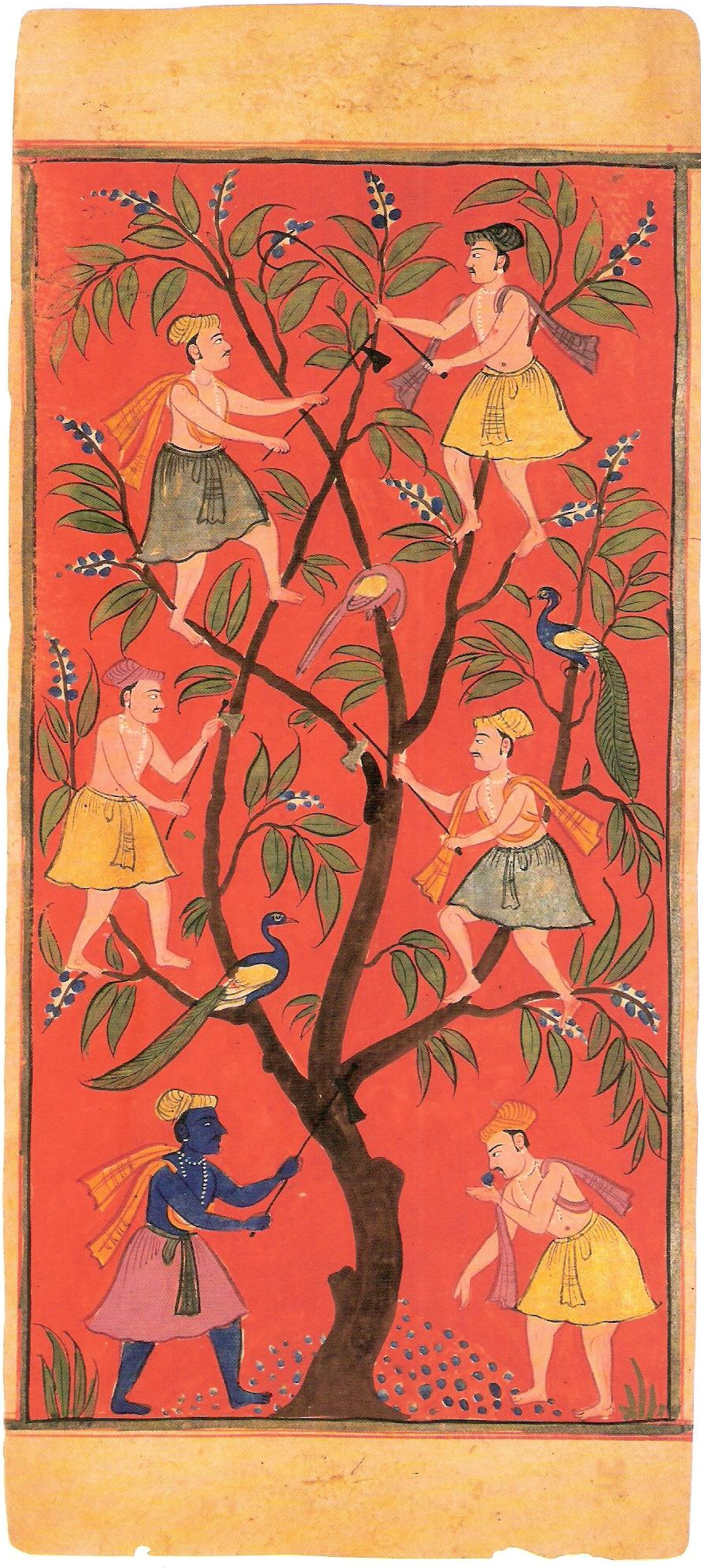
Leshya, « couleurs » des différents acteurs voulant se nourrir de fruits ; le plus foncé, qui se conduit le plus mal, coupe l'arbre au tronc, tandis que le plus clair, qui agit au mieux, choisis les fruits tombés au sol.

La théorie jaïne des couleurs de l'âme et de la réincarnation est spécifique à cette religion, le jaïna dharma. Naître sous la forme d'un être humain est une occasion rare pour une âme, difficile à atteindre. En effet, dans le jaïnisme, chaque âme produit une « couleur » qui révèle son degré de pureté ou de pollution « karmique ». Ces couleurs, leshyâ, sont les états mentaux qu'un être vivant peut produire. Nous éprouvons tous différents états mentaux dans notre vie, qui le plus souvent conditionnent nos actions, nos paroles. Il s'agit de cultiver les meilleurs états mentaux - la couleur jaune, la couleur du lotus, et la couleur blanche - et d'éviter les mauvais - la couleur brune, la couleur bleue et la couleur noire - afin de continuer le progrès spirituel sous forme d'être humain :
- Krishna (noire) Leshyâ : Les personnes qui ont cet état d'esprit ne montrent aucune compassion, aucune miséricorde. On est effrayé par elles, lorsque leur colère tourne à la violence. Elles brûlent toujours de jalousie et en veulent à tout le monde. Elles sont remplies d'animosité et de malice et elles ne croient pas en la religion. Si quelqu'un meurt dans cet état, il renaît en enfer, où vivent les êtres infernaux.

- Neel (bleue) Leshyâ : Les personnes qui ont cet état d'esprit sont fières, hautaines, et paresseuses. On ne peut pas compter sur elles et les autres évitent leur compagnie. Elles sont tricheuses, lâches et hypocrites. Elles évitent aussi les discours religieux. Si quelqu'un meurt dans cet état, il renaît en plante.

- Kapot (brune) Leshyâ : Ceux qui ont cet état d'esprit restent toujours tristes et sombres. Ils trouvent des fautes chez les autres et sont vindicatifs. Ils se vantent, s'énervent pour des petites choses et manquent d'équilibre mental. Si quelqu'un meurt dans cet état d'esprit, il renaît comme animal.

- Teja (rouge) Leshyâ : Les gens qui ont cet état d'esprit font très attention à leurs actes et font une distinction entre le bien et le mal. Ils sont doux, bienveillants, religieux et mènent une vie harmonieuse. Si quelqu'un meurt dans cet état, il renaît comme être humain.

- Padma (jaune) Leshyâ : Les gens qui ont cet état d'esprit sont doux et bienveillants. Ils pardonnent à tout le monde, même à leurs ennemis. Ils observent un certain nombre d'austérités et sont vigilants à leurs vœux jusqu'à leur dernier souffle. Ils ne sont affectés ni par les joies, ni par les peines. Si quelqu'un meurt dans cet état d'esprit, il renaît dans le ciel comme être céleste.

- Shuklâ (blanche) Leshyâ : Il y a deux degrés dans cette leshyâ. Les personnes qui ont cet état d'esprit observent strictement les principes de la non-violence, de vérité, d'honnêteté, de chasteté et de non attachement. Elles sont dignes de confiance, traitent chaque âme comme si c'était la leur, et elles n'ont pas de sentiments mauvais, même envers leurs ennemis. Elles restent calmes, même si on les insulte. Si quelqu'un meurt dans cet état d'esprit, il renaît comme être humain ou ange. Ceux qui ont perfectionné leur état d'esprit, où il n'y a plus aucun attachement, plus aucune haine, qui traitent tout le monde de la même façon, qui ne sont ni joyeux, ni tristes, sont dans l'état d'âme le plus pur. Si quelqu'un meurt dans cette façon d'être, qui est parfaite, il est libéré du cycle de la naissance et des morts, le samsara.